# Греков, Валентин Анатольевич
Валенти́н Анато́льевич Гре́ков (18 апреля 1976, Днепропетровск) — украинский дзюдоист средней весовой категории, выступал за сборную Украины в конце 1990-х — начале 2010-х годов. Участник двух летних Олимпийских игр, четырёхкратный чемпион Европы, победитель многих турниров национального и международного значения. Заслуженный мастер спорта Украины. Также известен как самбист.

## Биография
Валентин Греков родился 18 апреля 1976 года в городе Днепропетровске Украинской ССР. Активно заниматься дзюдо начал с раннего детства, проходил подготовку под руководством тренеров Данила Воловича и Мирона Сосновского.
Первого серьёзного успеха на взрослом международном уровне добился в 1997 году, когда попал в основной состав украинской национальной сборной и побывал на этапе Кубка мира в Болгарии, откуда привёз награду бронзового достоинства, выигранную в зачёте полусреднего веса. Два года спустя на этапе мирового кубка в Москве одержал первую в карьере значимую победу. В 2002 году выступил на чемпионате Европы в словенском Мариборе, где одолел всех соперников в своём весовом дивизионе и завоевал тем самым золотую медаль. Год спустя на европейском первенстве в немецком Дюссельдорфе повторил это достижение, ещё через год на аналогичных соревнованиях в Бухаресте стал бронзовым призёром.
Благодаря череде удачных выступлений удостоился права защищать честь страны на летних Олимпийских играх 2004 года в Афинах — в стартовом поединке взял верх над испанцем Давидом Аларсой, но затем в 1/16 финала потерпел поражение от аргентинца Эдуардо Косты.
В 2006 году Грекова уличили в применении допинга, в его организме были обнаружены амфетамин и метамфетамин. После окончания годичной дисквалификации он вернулся в большой спорт и одержал победу в среднем весе на чемпионате Европы в Белграде, в частности в финале поборол будущего олимпийского чемпиона из Грузии Ираклия Цирекидзе. Будучи одним из лидеров дзюдоистской команды Украины, благополучно прошёл квалификацию на Олимпийские игры 2008 года в Пекине — выступил здесь крайне неудачно, в первом же поединке потерпел поражение от венесуэльца Хосе Грегорио Камачо и сразу же выбыл из борьбы за медали.
После неудачной пекинской Олимпиады Валентин Греков остался в основном составе украинской национальной сборной по дзюдо и продолжил принимать участие в крупнейших международных турнирах. Так, в 2011 году на чемпионате Европы в Стамбуле он одержал победу в командном зачёте. Последний раз показал сколько-нибудь значимые результаты на международной арене в сезоне 2013 года, когда выиграл серебряную медаль на турнире Большого шлема в Баку. Вскоре по окончании этих соревнований принял решение завершить карьеру профессионального спортсмена, уступив место в сборной молодым украинским дзюдоистам. За выдающиеся спортивные достижения удостоен почётного звания «Заслуженный мастер спорта Украины».
В 2015 году решил попробовать себя в самбо и отобрался на чемпионат Европы в хорватском Загребе. Изначально планировал выступить исключительно в классическом спортивном самбо, однако здесь попасть в число призёров не смог, поэтому выступил также и в боевом, где сумел дойти до стадии полуфиналов и завоевал тем самым бронзовую медаль.